# Sâg
Sâg [ˈsɨg] (ungarisch Felsőszék) ist eine Gemeinde im Kreis Sălaj im Kreischgebiet in Rumänien.
Der Ort ist auch unter den ungarischen Bezeichnungen Szék und Felsőszeg bekannt. Zur Gemeinde Sâg gehören die Dörfer Fizeș (erste urkundliche Erwähnung 1341), Mal (1454), Sârbi (1481), Tusa (1341) und Sâg (1257).

## Lage

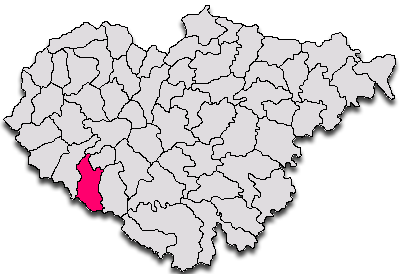
Lage der Gemeinde Sâg im Kreis Sălaj

Sâg liegt im Südwesten des Kreises Sălaj zwischen den Plopiș-Bergen, dem Silvania-Tal und dem Plopiș-Tal, 30 km von der Kreishauptstadt Zalău entfernt. Sâg grenzt im Westen an die Gemeinde Valcăul de Jos, im Norden an die Gemeinden Crasna und Bănișor, im Osten an die Gemeinde Cizer, im Süden an die Gemeinde Ciucea aus dem Kreis Cluj und Borod aus dem Kreis Bihor.

## Bevölkerung
Auf einer Fläche von 87,88 km² leben etwa 3000 Einwohner.

## Verkehr
Die wichtigsten nach Sâg führenden Straßen sind die Kreisstraße Zalău (DJ191C)–Crasna (DJ191E)–Sâg sowie die Kreisstraße (Drum județean) DJ191D von Ciucea nach Nușfalău. Die Nationalstraße 1 – hier Teil der Europastraße 60 – führt in etwa 15 Kilometer (Luftlinie) südlich von Sâg vorbei.